# ناتالي (فلم)
ناتالي... (بالفرنسية: Nathalie...) هو فيلم دراما أُصدر في 2003. الفيلم من إخراج آن فونتين، أما السيناريو فكان من كتابة جاك فيشي، وآن فونتين، وفرانسوا اوليفييه روسو، وPhilippe Blasband ‏.

## القصة
تقع أحداث الفيلم في باريس.

## طاقم التمثيل
- فاني اردانت
- جوديث مارج
- Idit Cebula  [لغات أخرى]‏
- Marc Rioufol  [لغات أخرى]‏
- ماري ادم  [لغات أخرى]‏
- رودولف بولي  [لغات أخرى]‏
- ايفيليان داندري  [لغات أخرى]‏
- اورور اوتيل
- Christian Aaron Boulogne [الإنجليزية]‏
- إيمانويلي بيرت
- جيرارد ديبارديو
- فلاديمير يوردانوف

## الإنتاج
صوّر الفيلم في باريس ، وكان جان مارك فابر مديرًا لتصوير الفيلم.
موسيقى الفيلم التصويرية كانت من تأليف مايكل نيمان.

## وصلات خارجية
- مقالات تستعمل روابط فنية بلا صلة مع ويكي بيانات